# Ørbæk Marked
Ørbæk Marked er et dansk marked, der afholdes hvert år anden weekend i juli i Ørbæk på det østlige Fyn. Det er også fyns folkefest, hvor der er gang i markedet til kl.02 hvor det lukker. De forrige år har der været store kunstnere og spille, og det obligatoriske stripshow for både kvinder og mænd. Markedet, der har fundet sted siden omkring 1900, har både traditionelle kræmmerboder og en afdeling for husdyr og kæledyr.

## Eksterne links
- Ørbæk Markeds hjemmeside